# Cuisine arménienne
La cuisine arménienne se compose de deux « cultures » liées à la répartition géographique du peuple arménien : la cuisine arménienne de l'actuelle république d'Arménie, en ex-Union soviétique, et celle de Turquie principalement. Cette dernière est représentée aujourd'hui en Turquie et surtout dans la diaspora arménienne en Europe, aux États-Unis et au Moyen-Orient à la suite du génocide de 1915-1917. Les deux cultures étant relativement différentes, leur cuisine l'est autant, mais présente des fondamentaux communs, partagés avec tous les pays du bassin méditerranéen.
En plus d'avoir été influencée tout au long de son histoire par ses pays voisins (Grèce, Moyen-Orient, Balkans, Iran ou Turquie), l'Arménie leur a également grandement rendu la pareille. Aussi, on trouvera un grand nombre de plats communs à la gastronomie libanaise, grecque, turque ou arménienne.

## Table traditionnelle
Le repas typique arménien se déroule autour d'une table sur laquelle sont présentés tous les plats simultanément — entrées et plats principaux. Les boissons (vodka, vin, tahn, jus de fruits et eau) sont également regroupées près des plats. Le sens de l'accueil arménien obligeant l'hôte à offrir à son invité « plus que ce qu'il possède », la table idéale est celle sur laquelle il semble y avoir une profusion de victuailles.

## Mezzés
La cuisine de l'Arménie occidentale est à rapprocher de la cuisine turque, libanaise et grecque. En entrée, on y mange souvent des mezzés dont du houmous (հոմոս), moutabal (մութապալ), böreks (պըրեկ), dolmas (տոլմա), taboulé, basturma (բաստուրմա), soudjoukh, d'autres types de saucissons (yershig : երշիկ), etc. Les repas commencent souvent avec un plat de légumes crus (concombres, radis, tomates, épinards), souvent préparés en salade (e.g. salade d'épinard au narsharab et aux noix).

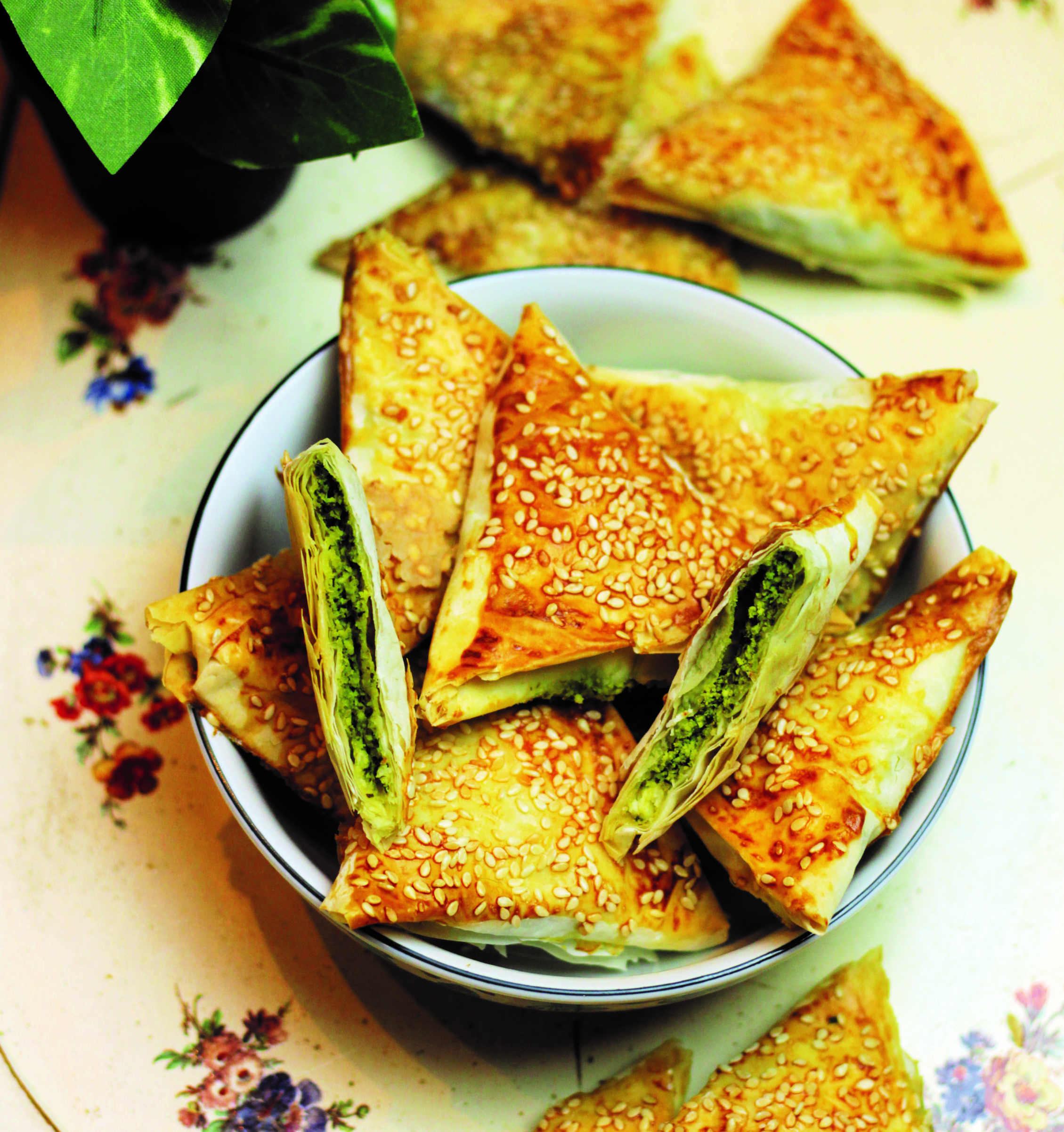
Borek arménien
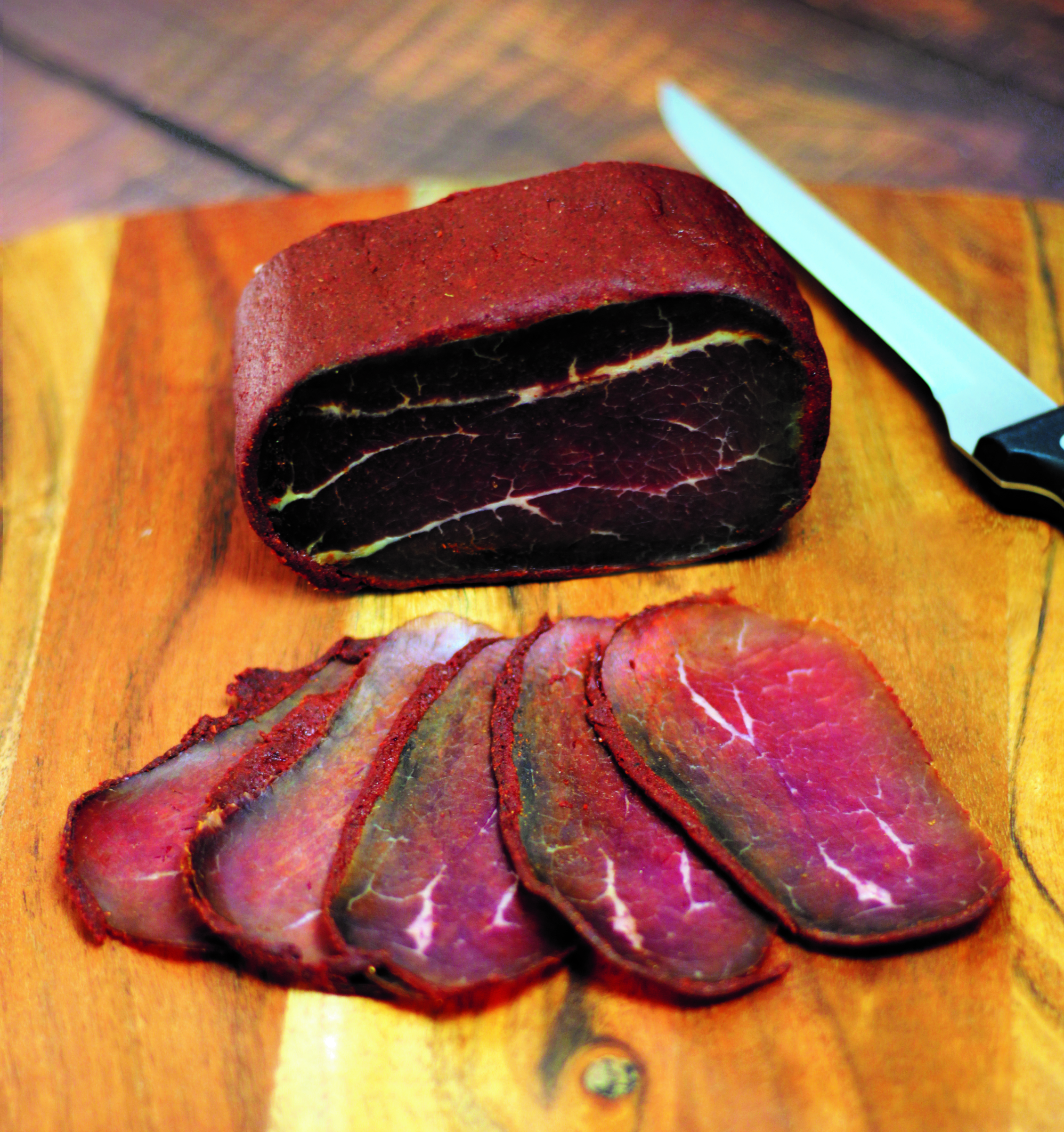
Basterma arménien
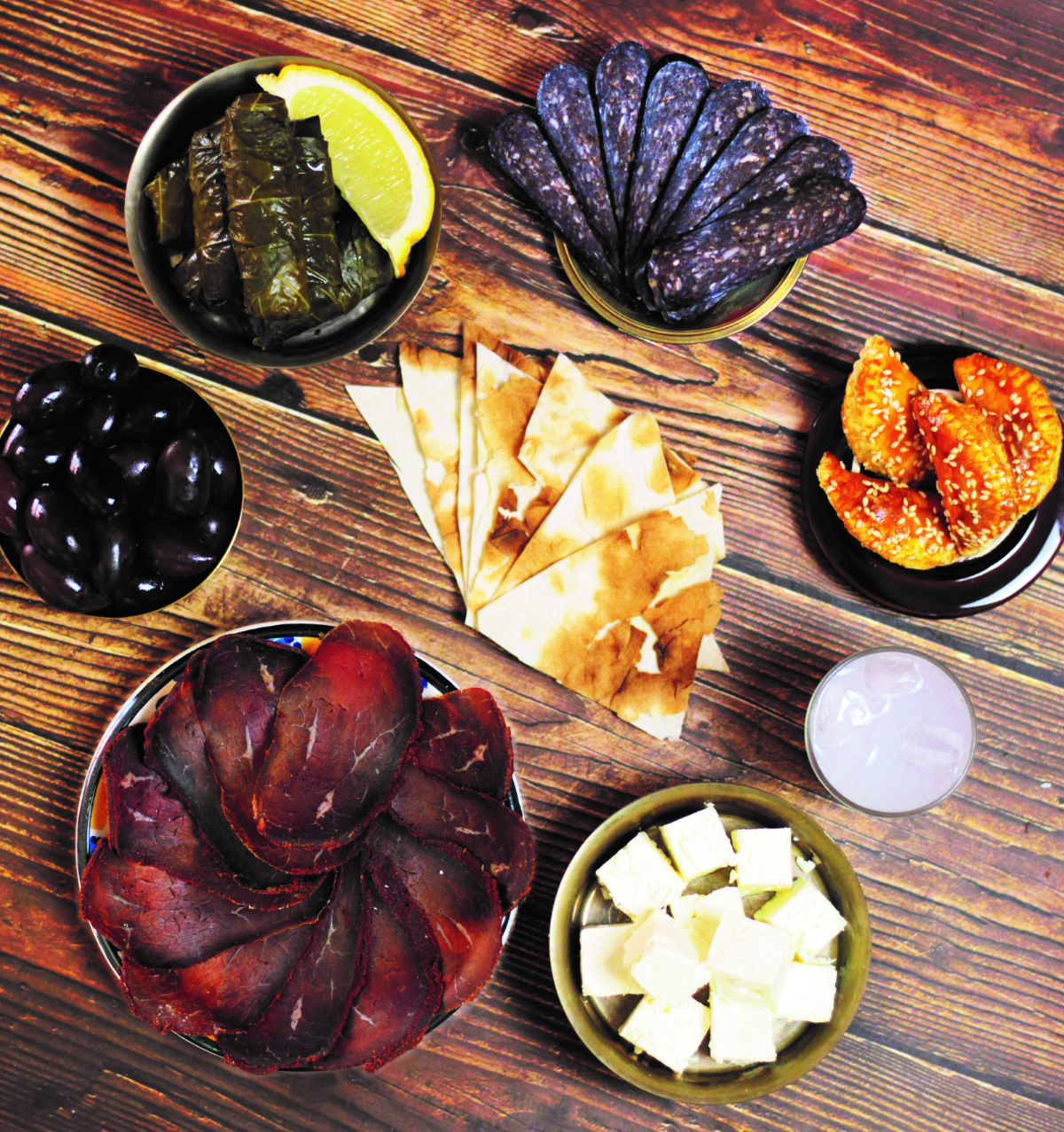
Mezzés arméniens
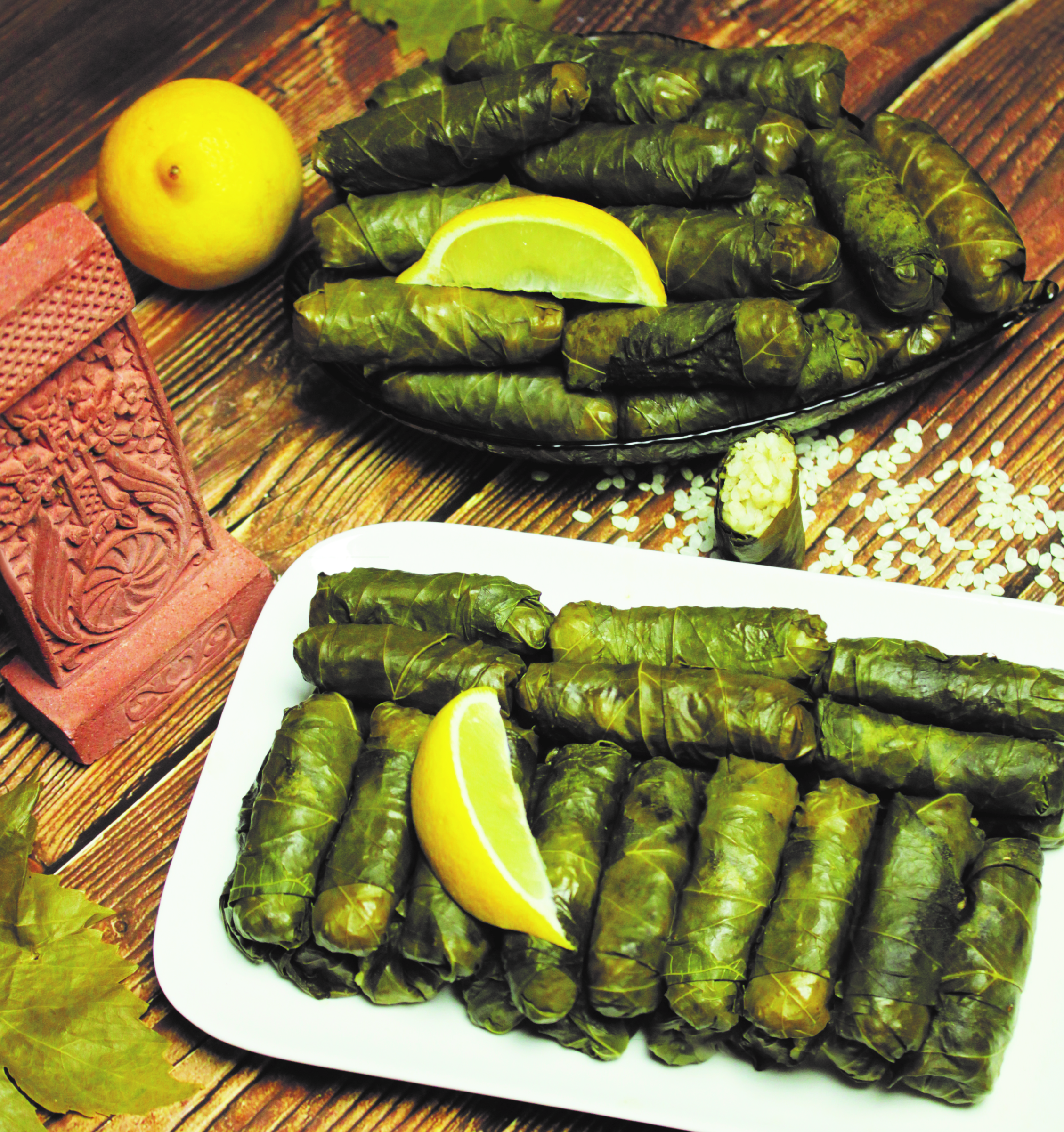
Dolmas aux feuilles de vignes
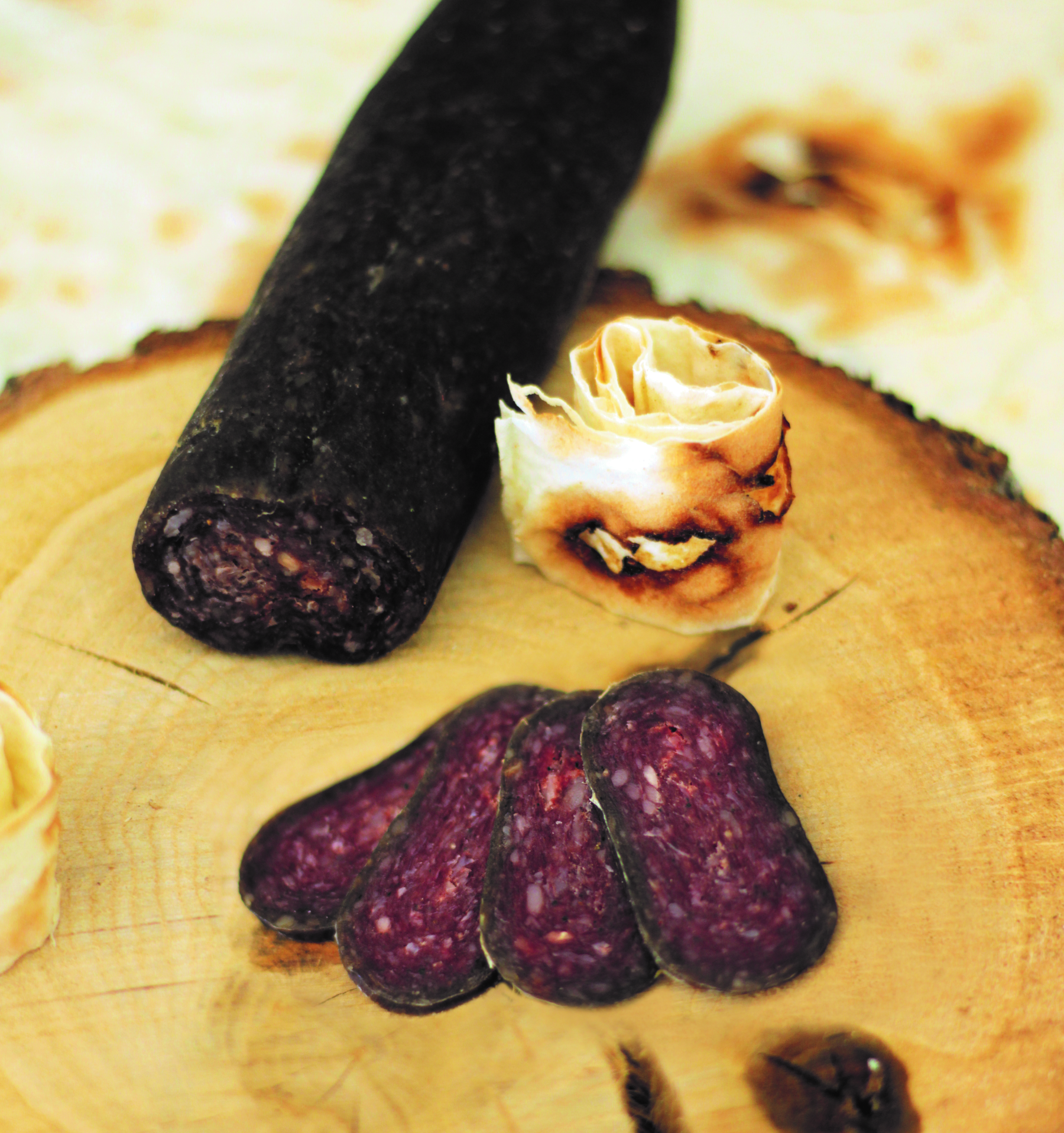
Soudjour arménien
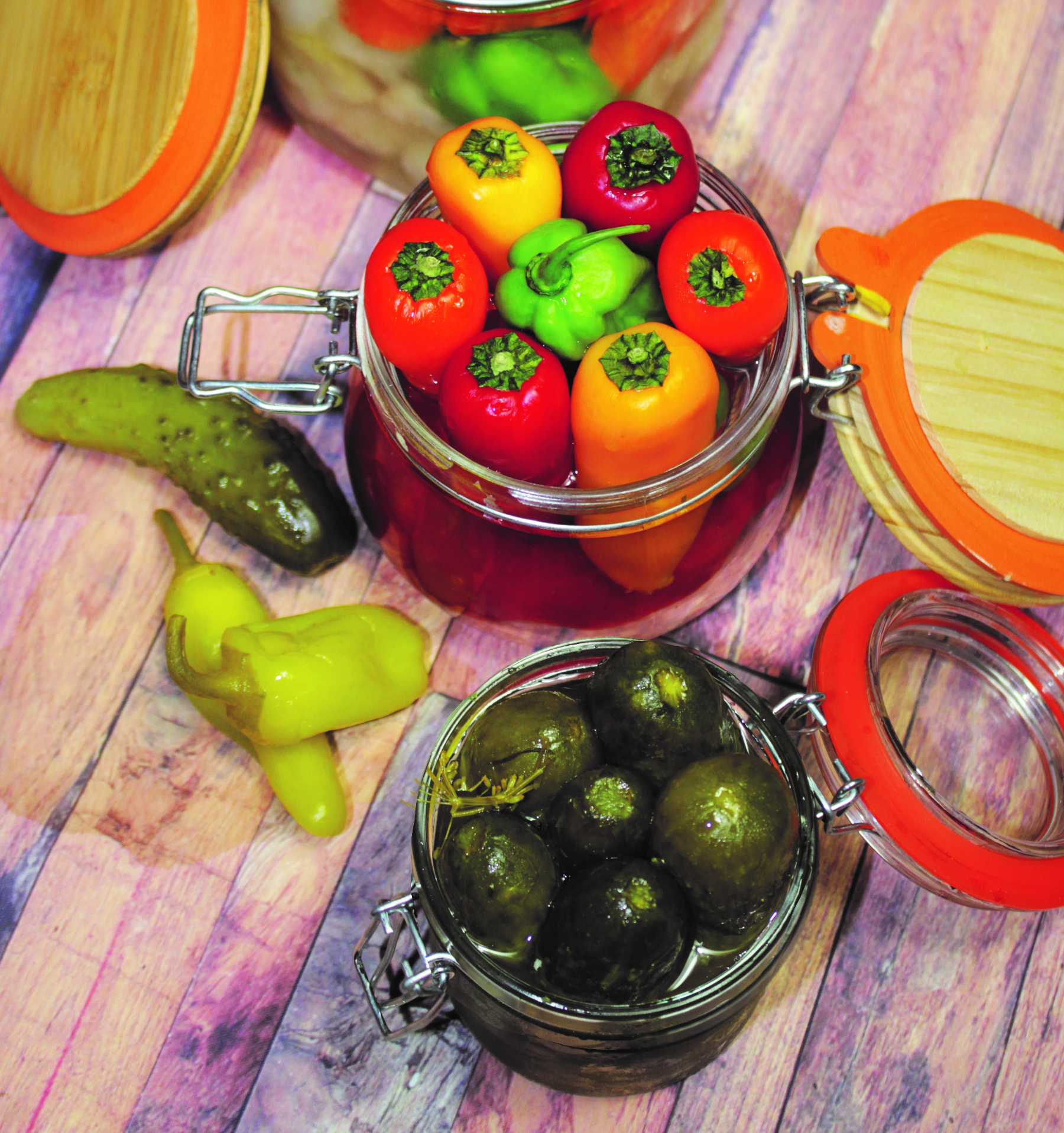
Tourchou arméniens
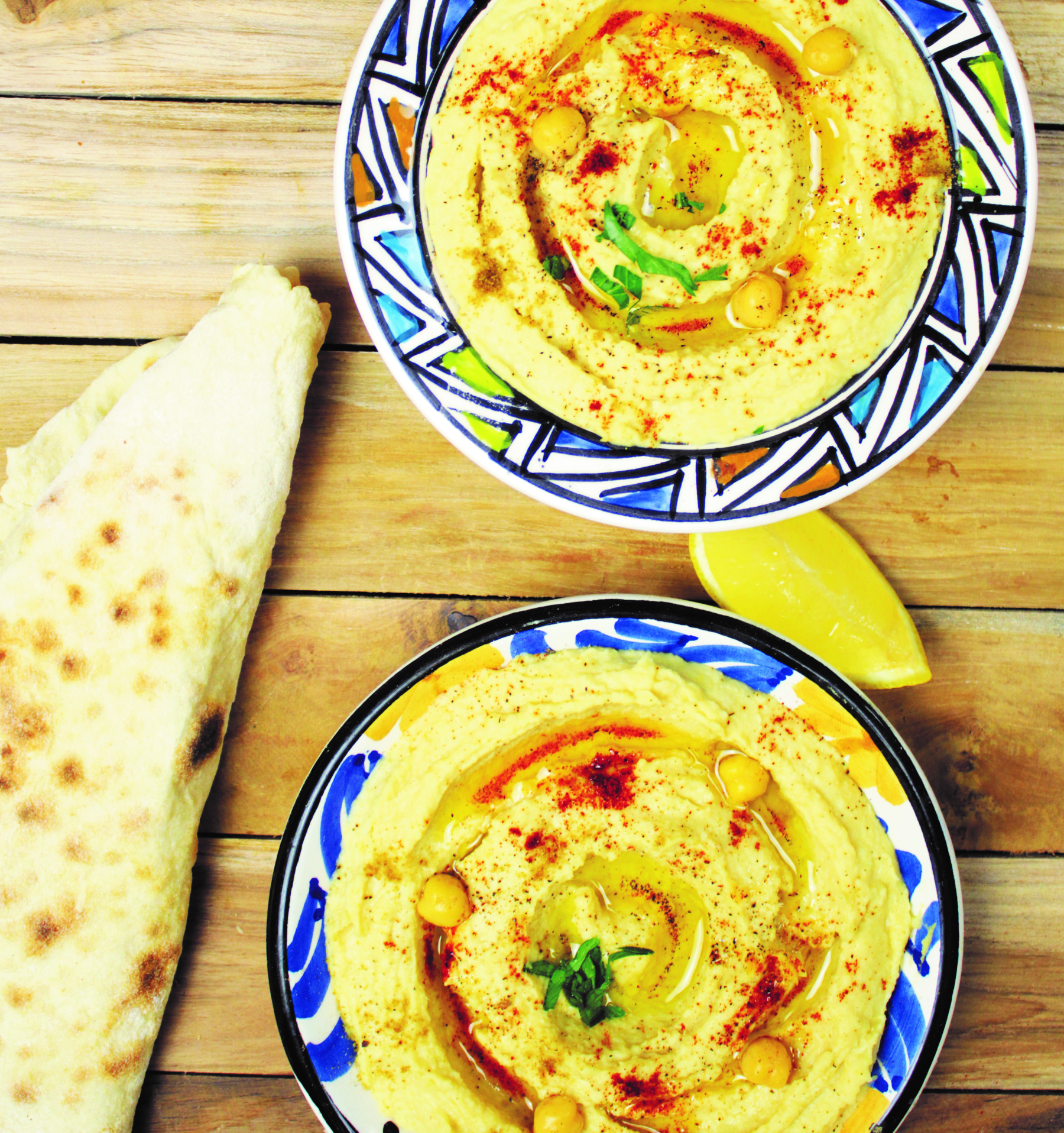
Houmous
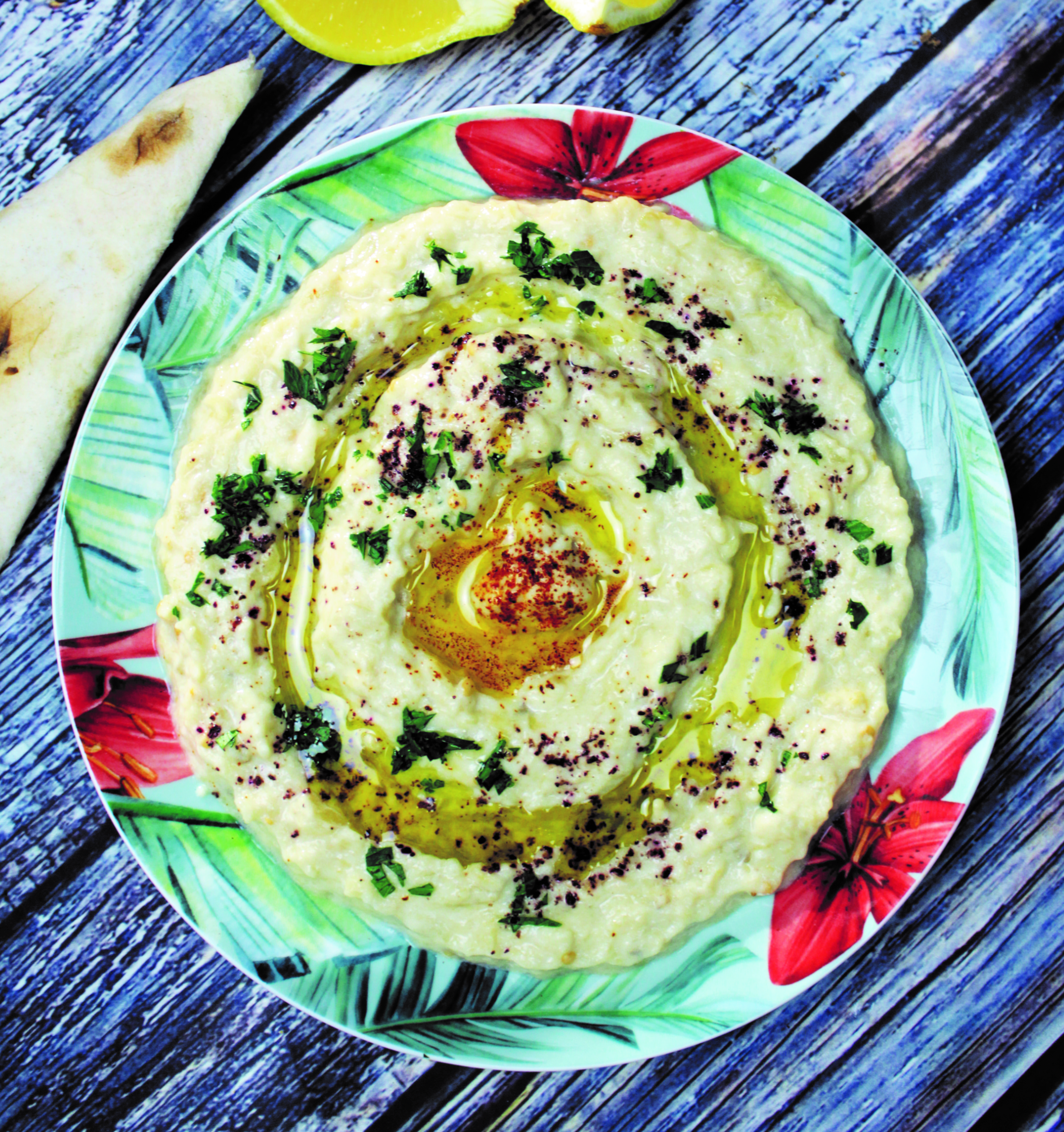
Baba ganoush

## Entrées

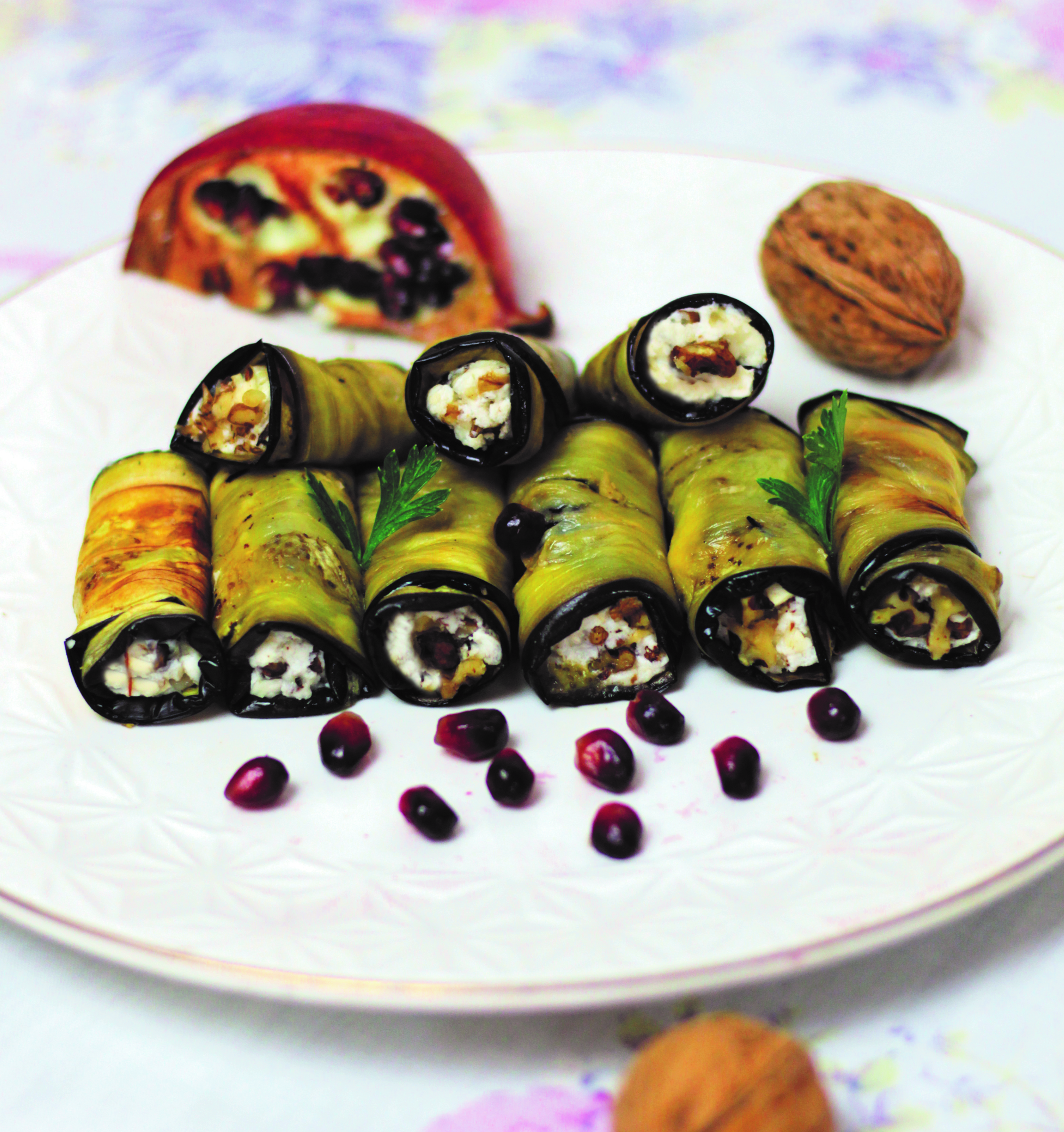
Roulade aubergines noix

En Arménie, il est plus commun de commencer avec une soupe de madzoun (մածուն, similaire au yaourt) ou de poulet, ou les deux avec l'exemple du kefta au madzoun (մածունով գֆդէ), en hiver et du fromage ou des salades diverses en été. Quoi qu'il en soit, tous les plats sont systématiquement aromatisés avec des herbes. Les soupes sont très variées en Arménie : Soupe d’aveluk, Potchapour, Konchol, Vosp abour, Nraneh, Sarnapour, Chkhrtma, Spas, Dzavarapour, Flol Flol, Sngov abour, etc. Les salades sont également très appréciées comme : la salade de betteraves et noix, la salade d’aveluk, la salade arménienne (à base d'oignons frais, tomates, et concombres), la salade d’aubergines, la salade kanachi, la salade itch, la salade de pois chiches, ou encore de lentilles et grenades, la salade de perper (pourpier), sans oublier l'emblématique taboulé au persil et à la menthe.

## Plats principaux

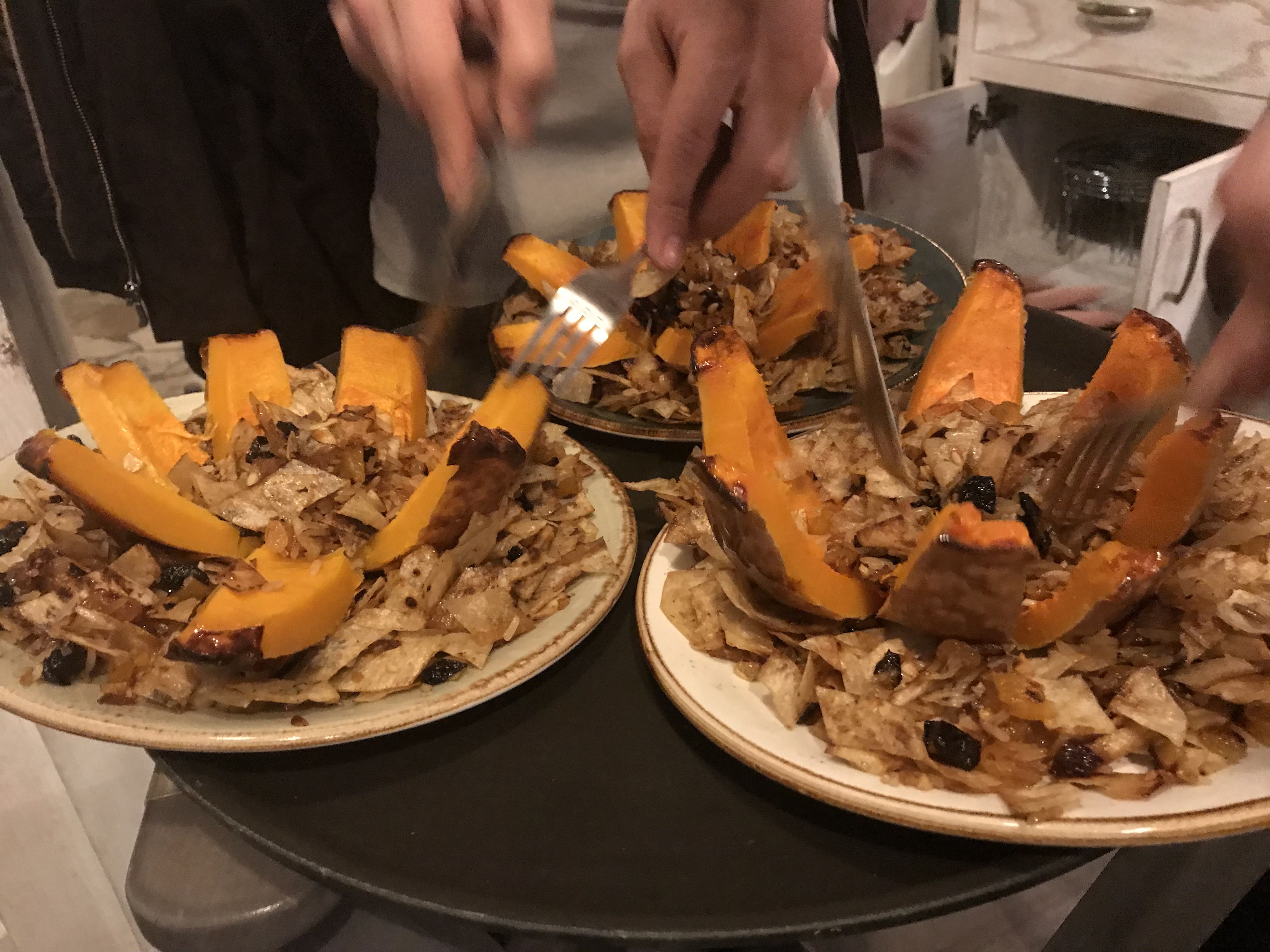
Découpe de Ghapama dans un restaurant à Erevan.

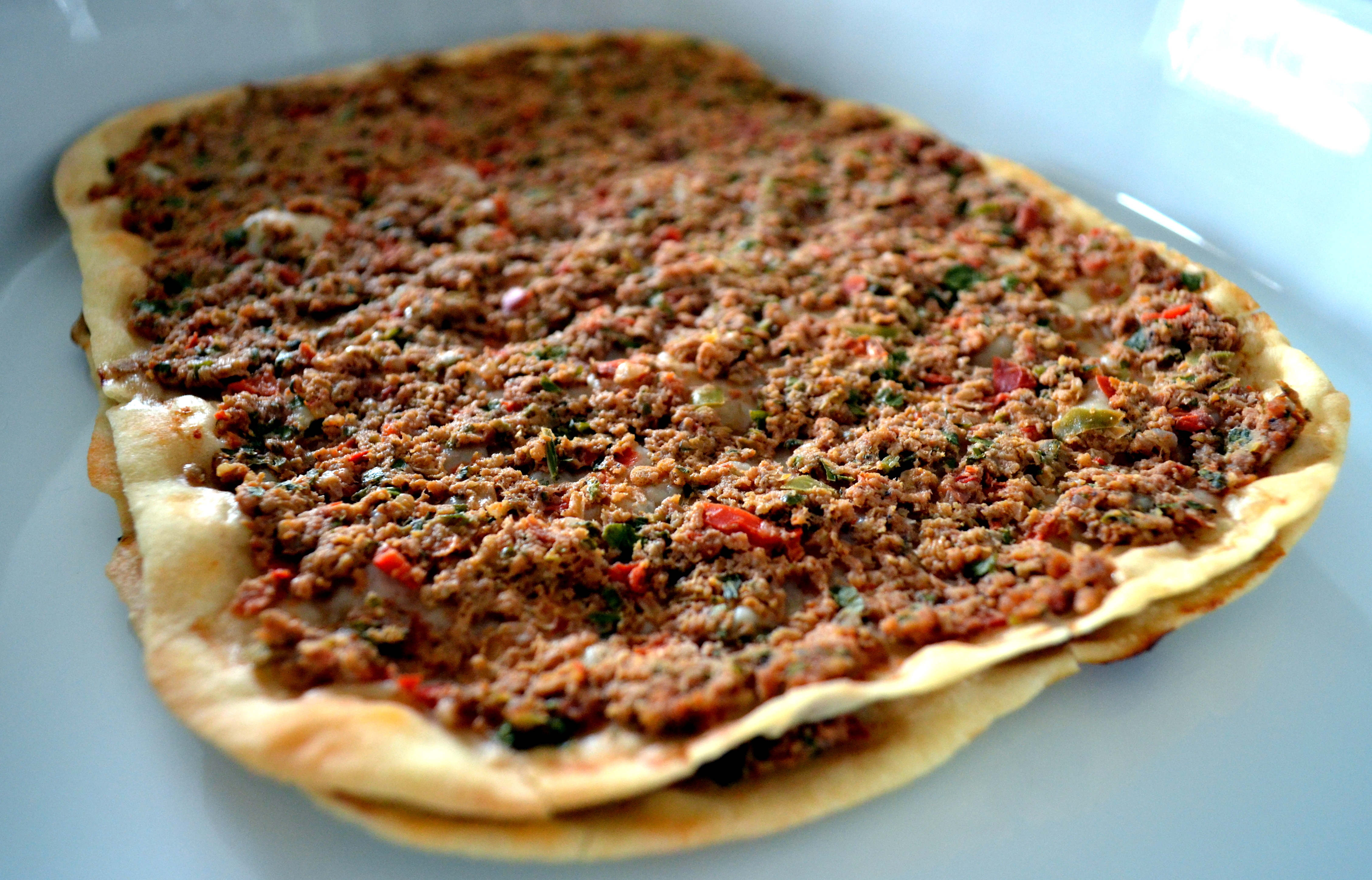
Un lahmajoun avec sa garniture.

L'Arménie actuelle connaît une cuisine principalement à base de poissons et de brochettes de viande, appelées khorovadz. Le poisson est le plus souvent grillé et servi avec des légumes ou du riz. Les brochettes sont surtout à base de porc, héritage de l'ère soviétique, mais aussi de poulet, d'agneau ou de bœuf — haché ou entier — et accompagnées de riz ou de frites. Le khorovadz est aussi bien servi dans les restaurants que dans les snacks. Par ailleurs, la spécialité nationale est le khach (խաշ), sorte de potée de pieds de bœuf bouillis et assaisonnés au service. Ce plat de la région de Shirak n'est consommé qu'en hiver en Arménie (alors qu'il l'est toute l'année en Géorgie). Le khashlama (Խաշլամա) est une soupe de pommes de terre et de bœuf. Le ghapama (Ղափամա) est un ragoût de citrouille, souvent élaboré au cours de la saison des fêtes. Le dolma aux légumes est un plat à base de poivrons, courgettes, aubergines, farcis d'un mélange de viande hachée, oignons, riz, assaisonné de piment de Jamaïque, et cuit dans un bouillon de sauce tomate. Midia (միդիա) est une spécialité arménienne à base de moules farcies au riz rond/oignons. Tjvjik (տժվժիկ) est réalisé avec du foie de bœuf et des poivrons que l'on fait revenir à la poêle, le tout enrobé de purée de tomate adjika.
Tous ces plats sont servis dans la majorité des restaurants traditionnels.
Dans la diaspora, le plat principal peut (comme en Arménie) être à base de brochettes. Cependant, la viande de porc y est bien moins utilisée. Elles sont souvent accompagnées de riz pilaf ou de boulgour. Cependant, des plats plus longs à préparer (parfois jusqu'à une demi-journée) sont très appréciés. Ainsi le su-börek, sorte de lasagnes au fromage (feta, halloumi ou mélange de chèvre et emmental) et au persil, les mantis, petits raviolis de viande, les keftas ou la moussaka font partie des plats traditionnels. Le lahmajoun (appelé lahmajo en Arménie) est une pizza sur une pâte très fine et recouverte de viande hachée, de persil, d'oignons et d'épices. En Arménie, il est surtout dégusté « sur le pouce ».
Les plats sont accompagnés de lavash (լավաշ), le pain traditionnel arménien, ou de pain pita.

## Desserts

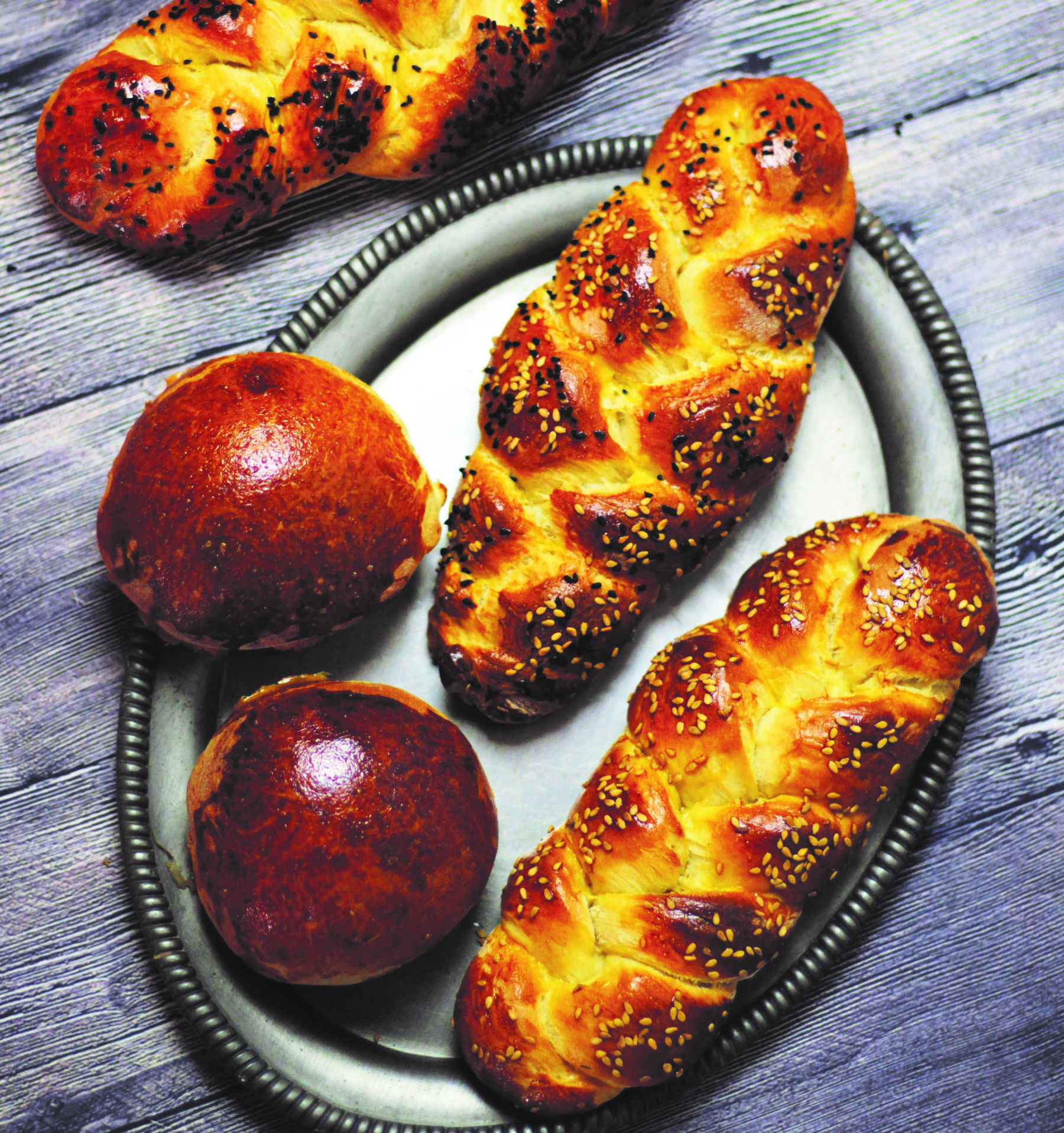
Un tcheurek arménien recouvert de graines de sésame et de nigelle

À base de fruits secs, de semoule, de blé ou de riz, imbibés de miel ou de sirop, aromatisés à la cannelle, à l'eau de fleur d'oranger ou encore d'eau de rose, les desserts arméniens sont à rapprocher des desserts orientaux, grecs et méditerranéens en général. On retrouve le halva à la semoule, les célèbres baklavas, kadayifs, sari bourmas, loukoums, maamouls, etc. Cependant, en tant qu'ancienne république socialiste soviétique, certains desserts russes comme le Napoléon, l'équivalent du mille-feuille français, ont aussi leur place dans la cuisine arménienne.
L'Arménie étant de religion chrétienne, il existe des recettes typiques aux fêtes religieuses. Ainsi, le tcheurek (choreg) est le gâteau traditionnel que l'on fait pour Pâques ; c'est une brioche tressée légèrement sucrée qui contient de la poudre de mahaleb, épice aromatique tirée du noyau de la cerise noire, recouvert de graines de sésame et de nigelle. Anouch abour est un entremets fait de blé et d'un mélange de fruits secs, il peut être aromatisé de cannelle et d'eau de rose, et se prépare pour Noël. Sharots (Շարոց) est un dessert à base de cerneaux de noix, dressés sur un fil à l'aide d'une aiguille, puis recouverts d'un mélange à base de jus et mélasse de raisin, de farine, de maïzena et d'épices.

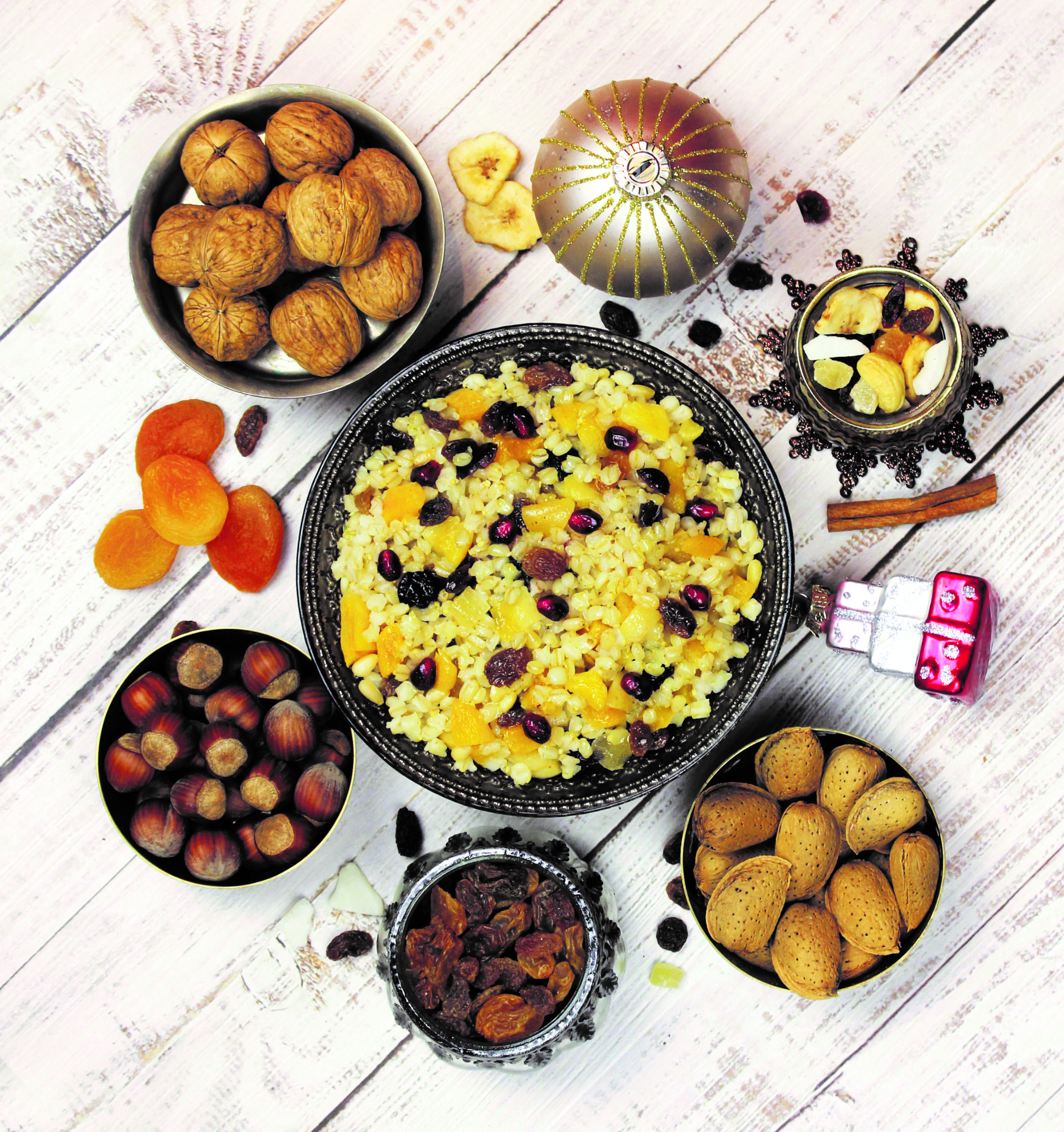
Anouch abour

La cuisine arménienne comprend aussi des desserts de type « crème » tels que le riz au lait (gatnabour), le muhallebi, ou certaines crèmes parfumées d'eau de rose, de cannelle, etc.

## Boissons

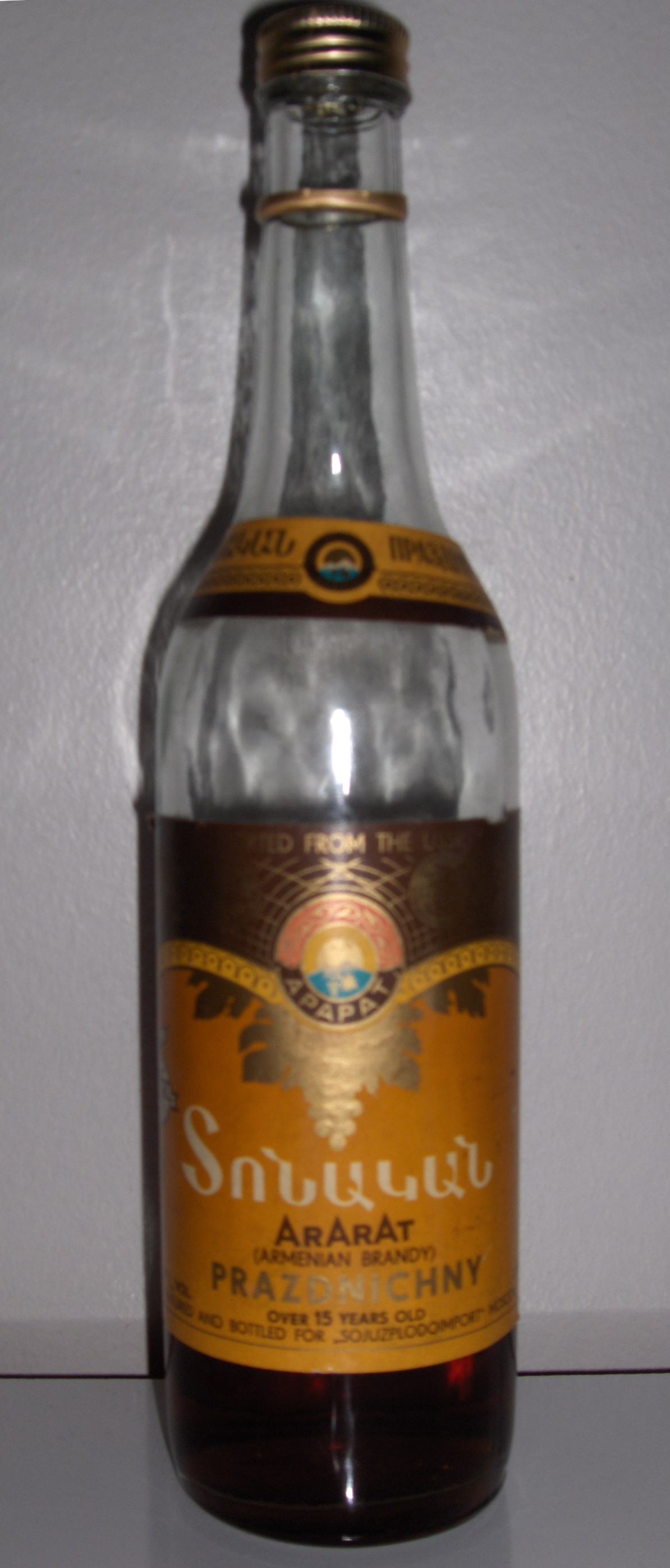
Ararat, brandy arménien produit par la Yerevan Brandy Company.

Comme dans maintes ex-républiques soviétiques, la vodka est la boisson favorite en Arménie mais est lentement détrônée — chez les plus jeunes générations notamment — par la bière et le vin. Depuis l'indépendance, le pays possède plusieurs brasseries et les bières nationales connaissent un certain succès tant dans le pays qu'à l'export. Les vignobles, quant à eux, existaient déjà sous l'ère soviétique mais étaient plutôt destinés aux vins doux, Moscou ayant alors décrété que les vins plus secs seraient fabriqués dans la Géorgie voisine ; le « cognac arménien » (du brandy) était également réputé dans toute l'URSS. Depuis 1991, les vignerons arméniens se sont reconvertis et la qualité s'améliore un peu plus chaque année.
Le tan (Թան), boisson d'origine persane, est également très populaire. Il se boit souvent pendant le repas et est apprécié dans les fast foods et accompagne souvent le lahmajoun. Le tan est fait à base de yaourt liquéfié à l'eau puis salé.
Le rakı est une sorte d'anisette que se boit tout aussi bien en apéritif que durant un repas.